# Baie Adolphe-Poisson
Pour les articles homonymes, voir Poisson (homonymie).
La baie Adolphe-Poisson est un plan d'eau douce situé au Sud de la partie Sud-Ouest du réservoir Gouin, dans le territoire de la ville de La Tuque, dans la région administrative de la Mauricie, dans la province de Québec, au Canada.
Ce lac s’étend presqu’entièrement dans le canton de Poisson (partie Sud), sauf le détroit passant au Nord-Est de la grande île barrant l’embouchure de la baie qui est situé dans le canton de Hanotaux.
Les activités récréotouristiques constituent la principale activité économique du secteur. La foresterie arrive en second.
La route forestière R1009 passe du côté Ouest de la baie Adolphe-Poisson et dessert aussi la partie inférieure de la rivière Flapjack, passant dans la partie Sud du lac Bureau (réservoir Gouin). Cette route R1009 rejoint vers le Sud-Est la route 404 laquelle dessert la partie Nord du chemin de fer du Canadien National.
La surface du baie Adolphe-Poisson est habituellement gelée de la mi-novembre à la fin avril, toutefois la circulation sécuritaire sur la glace se fait généralement du début décembre à la fin de mars. À la suite de l’aménagement complétée en 1948 du barrage Gouin, la forme actuelle de la baie Adolphe-poussé a été façonnée par le rehaussement des eaux du réservoir Gouin.
La gestion des eaux au barrage Gouin peut entrainer des variations significatives du niveau de l’eau particulièrement en fin de l’hiver où l’eau est abaissée en prévision de la fonte printanière.

## Géographie
Le versant de la baie Adolphe-Poisson se trouve à la limite Ouest de bassin versant du Réservoir Gouin. Les principaux bassins versants voisins du baie Adolphe-Poisson sont :
- côté nord : lac Saveney, réservoir Gouin, lac du Mâle (réservoir Gouin), baie Hanotaux, ruisseau Plamondon (réservoir Gouin) ;
- côté est : baie Mattawa, baie Saraana, lac Bureau (réservoir Gouin) (baie du Sud), rivière Oskélanéo ;
- côté sud : ruisseau Bignell, rivière Flapjack, rivière Tamarac (rivière Gatineau), rivière Clova ;
- côté ouest : lac du Poète (rivière Mégiscane), rivière Mégiscane, lac Brécourt, rivière Suzie, lac Pascagama.

D’une longueur de 15,2 km, la baie Adolphe-Poisson est fait sur la longueur (sens Nord-Sud). Le courant contourne par le Sud sur 5,0 km et par le Nord sur 6,1 km, une île (longueur : 5,8 km) qui barre l’embouchure de la baie. Du côté Nord de cette île, les eaux de la baie Adolphe-Poisson se mélangent aux eaux de la baie Hanotaux ; puis le courant se déverse au Sud-Est du Lac du Mâle (réservoir Gouin).
Le baie Adolphe-Poisson est surtout alimentée par le lac Saveney (venant du Nord), par le ruisseau Bignell qui se déverse dans une baie du Sud du lac, et par le canal du lac du Poète (rivière Mégiscane) (via la baie Piciw Minikanan) ; le barrage à l’embouchure de ce lac permet de détourner les eaux de la rivière Suzie ainsi que de la partie supérieure de la rivière Mégiscane vers le réservoir Gouin via la baie Adolphe-Poisson.
L’embouchure du Baie Adolphe-Poisson est localisée au Nord-Est à :
- 12,3 km au Nord-Est de l’embouchure du canal provenant du lac du Poète (rivière Mégiscane) ;
- 11,3 km au Nord-Est de l’embouchure du ruisseau Bignell ;
- 35,3 km au Sud-Ouest du centre du village de Obedjiwan lequel est situé sur une presqu’île de la rive Nord du réservoir Gouin ;
- 92,6 km au Sud-Ouest du barrage Gouin ;
- 131,7 km a Nord-Ouest du centre du village de Wemotaci (rive Nord de la rivière Saint-Maurice) ;
- 223 km au Nord-Ouest du centre-ville de La Tuque ;
- 317 km au Nord-Ouest de l’embouchure de la rivière Saint-Maurice (confluence avec le fleuve Saint-Laurent à Trois-Rivières)[1].

À partir de l’embouchure de la baie Adolphe-Poisson (située au Sud-Est de la grande île à l’embouchure de la baie), le courant coule sur 119,2 km jusqu’au barrage Gouin, selon les segments suivants :
- 37,3 km vers le Nord-Est en traversant la partie Ouest du réservoir Gouin dont le lac du Mâle (réservoir Gouin), le lac Bourgeois (réservoir Gouin) et le lac Toussaint (réservoir Gouin) jusqu’au Sud du village d’Obedjiwan ;
- 81,9 km vers l’Est, en traversant le lac Marmette (réservoir Gouin), puis vers le Sud-Est en traversant notamment le lac Brochu (réservoir Gouin) puis vers l’Est en traversant la baie Kikendatch, jusqu’au barrage Gouin.

À partir de ce barrage, le courant emprunte la rivière Saint-Maurice jusqu’à Trois-Rivières.

## Toponymie
Cette hydronyme évoque l’œuvre de vie d'Adolphe Poisson (1849-1922), né et baptisé sous les prénoms de « Modeste-Jules-Adolphe », à Gentilly (Bécancour) ; aujourd’hui, cette localité est à la ville de Bécancour). Poisson est admis au Barreau du Québec en 1873. Monseigneur Camille Roy (1940) écrit que Poisson était « fonctionnaire à Arthabaska, (maintenant un secteur de la ville de Victoriaville) où depuis 1874 il exerça l'emploi de receveur à l'enregistrement... ». Poisson publie des poèmes et des contes dans différents journaux et fait paraître quatre recueils de poésie : "Chants canadiens à l'occasion du 24 juin 1880" (1880) ; "Heures perdues" (1894) ; "Sous les pins" (1902) et "Chants du soir" (1917). Une plaque commémorative a été installée à Victoriaville en son honneur.
Le toponyme "Baie Adolphe-Poisson" a été officialisé le 10 mars 1970 par la Commission de toponymie du Québec, soit à sa création.